# Steve Ritchie
Steven Scott Ritchie, mais conhecido por Steve Ritchie (San Fracisco-CA, 13 de Fevereiro de 1950) é um designer de games estadunidense, especialmente notório por conta de jogos de pinball. No Brasil, Steve é conhecido por ser a voz do demoníaco narrador dos jogos da franquia Mortal Kombat, e a do chefão Shao Khan.
Steve detém o recorde de mais vendas de jogos de pinball da história. Por isso, ele é conhecido como "The Master of Flow" por aficionados de pinball devido à ênfase em seus projetos em velocidade de bola, loops e tiros longos e suaves.
Em 2017, Ritchie foi detectado com a Doença de Ménière, o que tem reduzido sua audição lentamente ao longo dos anos.